# Chata Kalikapur
Chata Kalikapur é uma vila no distrito de South 24 Parganas, no estado indiano de Bengala Ocidental.

## Demografia
Segundo o censo de 2001, Chata Kalikapur tinha uma população de 20 087 habitantes. Os indivíduos do sexo masculino constituem 51% da população e os do sexo feminino 49%. Chata Kalikapur tem uma taxa de literacia de 57%, inferior à média nacional de 59,5%; a literacia no sexo masculino é de 63% e no sexo feminino é de 52%. 15% da população está abaixo dos 6 anos de idade.